# Sāmbhar
Sāmbhar är en ort i Indien.   Den ligger i distriktet Jaipur och delstaten Rajasthan, i den nordvästra delen av landet, 280 km sydväst om huvudstaden New Delhi. Sāmbhar ligger 379 meter över havet och antalet invånare är 22 828.
Terrängen runt Sāmbhar är platt. Runt Sāmbhar är det tätbefolkat, med 319 invånare per kvadratkilometer. Sāmbhar är det största samhället i trakten. Trakten runt Sāmbhar består till största delen av jordbruksmark.